# Bitwa nad Lake George
Bitwa nad Lake George – starcie zbrojne, które miało miejsce 8 września 1755 r. podczas wojny o kolonie amerykańskie (1754–1763).

## Przed bitwą
W roku 1754 doszło w Ameryce Północnej do utarczek pomiędzy Francuzami a Brytyjczykami. W wyniku kilku incydentów Brytyjczycy wysłali w roku 1755 ekspedycję wojskową na północ. Atak na Fort Duquesne (dzisiejszy Pittsburgh) zakończył się jednak niepowodzeniem w wyniku klęski wojsk brytyjskich w bitwie nad Monongahelą 9 lipca. Zdobyte w jej trakcie tajne dokumenty zdradziły Francuzom brytyjskie plany ataków w regionie jeziora Saint Sacrement (Lake George) oraz na francuski Fort pod Crown Point nad jeziorem Champlain. Po zdobyciu tych wiadomości oddziałom francuskim wyznaczono zadanie ataku na angielski Fort Oswego nad jeziorem Ontario. Wojskami w sile 3500 ludzi dowodził pochodzący z Saksonii generał Jean-Armand Dieskau.
Brytyjczycy także nie próżnowali. 1500 ludzi z milicji kolonialnej pod dowództwem Williama Johnsona zajęło Fort Lyman nad rzeką Hudson, a w dniu 28 sierpnia podeszło w okolice jeziora Saint Sacrement. Johnson nadał jezioru nazwę wywodzącą się od imienia króla Jerzego II: Lake George. Dieskau, który od jeńców pozyskał informacje o miejscu stacjonowania i siłach Brytyjczyków, wysłał grupę swoich żołnierzy z powrotem do Fortu Ticonderoga, a sam na czele 220 regularnych żołnierzy oraz 680 ludzi z lokalnej milicji, a także 600 Indian wyruszył w kierunku Fortu Lyman w celu odcięcia tylnej straży brytyjskiej od fortu. Z uwagi na znaczne siły przeciwnika generał zrezygnował jednak z tego pomysłu i zadecydował zaatakować siły Johnsona nad Lake George. Johnson powiadomiony o marszu sił francuskich wysłał 1000 żołnierzy pod dowództwem Ephraima Williamsa oraz 200 Indian z plemienia Mohawk naprzeciwko Francuzom.

## Bitwa
Powiadomiony przez zwiadowców Dieskau 8 września rozlokował swoje siły na drodze prowadzącej od strony Lake George do Fortu Lyman i przygotował pułapkę w pobliżu jeziora. Ustawił swoich regularnych żołnierzy w szyku liniowym na drodze, Kanadyjczykom i Indianom nakazał schowanie się po obu stronach drogi w okolicznym lesie. Powstała formacja w kształcie podkowy, która miała przypuścić ogień na Brytyjczyków z trzech stron. Dieskau oparł się na taktyce z bitwy pod Monongahelą, gdzie identyczne ustawienie indiańskich sprzymierzeńców przyniosło francuskim wojskom sukces. Jego przypuszczenia były w tym momencie bliskie realizacji. Brytyjczycy nie spodziewali się bowiem obecności sił francuskich w pobliżu Fortu Lyman i maszerowali prosto w zastawioną pułapkę. Wprawdzie zostali ostrzeżeni przez przedwczesny wystrzał z karabinu (prawdopodobnie przez jednego z Irokezów, ostrzegającego sprzymierzonych Mohawków), dostali się jednak pod ciężki ogień krzyżowy przeciwnika w wyniku czego ponieśli ciężkie straty. Formacja brytyjska jak określił to sam Dieskau rozpadła się jak domek z kart. Williams trafiony w głowę zginął, podobnie jak wódz plemienia Mohawków. Z początku Brytyjczycy rozpoczęli paniczną ucieczkę, po chwili jednak części ich sił udało się na nowo sformować szyki i w uporządkowanym szyku rozpocząć odwrót w kierunku Lake George.
Tymczasem zaalarmowane odgłosami walki pozostałe siły Johnsona w pośpiechu zbudowały barykady z wozów, łodzi i pni drzew. Tam też udało się wycofać ocalałym z pogromu siłom Williamsa. Dieskau przypuścił wiele ataków siłami regularnych żołnierzy, były one jednak za każdym razem odpierane przez Brytyjczyków celnym ostrzałem z dział. Indianie i Kanadyjczycy tylko częściowo brali udział w atakach i po kilku niepowodzeniach wycofali się do lasu.
W końcu atak francuski załamał się, sam Dieskau został ciężko ranny, natomiast Johnson otrzymał postrzał w nogę. Po południu Brytyjczycy przypuścili kontratak, który zakończył się pojmaniem rannego Dieskaua i zmuszeniem Francuzów do wycofania się do Fortu Frontenac. Grupa Kanadyjczyków i Indian tymczasem została dopadnięta i unicestwiona przez oddział 300 żołnierzy lokalnej milicji z Nowego Jorku i New Hampshire idący Brytyjczykom z odsieczą.

## Po bitwie
Straty obu stron w wyniku bitwy przedstawiają się podobnie. Brytyjczycy stracili 262 żołnierzy zabitych, rannych i zaginionych, Francuzi według własnych szacunków przyznali się do straty 228 ludzi, natomiast według Johnsona 500–600 żołnierzy. Bitwa nad Lake George przyniosła Brytyjczykom pierwsze większe zwycięstwo w wojnie, tym samym minimalizując skutki porażki pod Monongahelą. Zwycięstwo nie zostało jednak należycie przez Brytyjczyków wykorzystane, a oddział Johnsona nękany przez głód, demoralizację żołnierzy i ciężkie warunki w listopadzie 1755 r. wycofał się do ojczyzny gdzie został rozwiązany.